# Aviación Legionaria
Se denominó Aviación Legionaria (en italiano: Aviazione Legionaria) al conjunto de unidades aéreas enviadas por la Regia Aeronautica italiana, en apoyo de los sublevados durante la guerra civil española desde agosto de 1936 hasta el final del conflicto. Durante la contienda la principal base de operaciones italianas estuvo situada en Mallorca, desde la que partían los ataques tanto a las rutas de suministros italianas como las ciudades de la retaguardia republicana, especialmente las de la costa levantina. La jefatura de la Aviazione Legionaria se encontraba en el aeródromo de Son San Juan y el acuartelamiento en el cercano Cuartel de Son Banya.

## Historia
El 30 de julio de 1936 despegaron de Elmas (Cerdeña) doce trimotores Savoia-Marchetti S.M.81 de la Regia Aeronautica, primer contingente de la ayuda italiana a Franco, para trasladarse en vuelo al Marruecos español, zona bajo control de los insurgentes. En el viaje se perdieron (por escasez de combustible a causa de un fuerte viento contrario) tres aviones, uno de ellos sobre el mar, otro capotado y el tercero aterrizando en zona francesa. Con ellos estalló el escándalo de la intervención italiana, que poco a poco fue ampliándose con cazas Fiat CR.32; en un comienzo se formó la llamada Aviación del Tercio, disimulando a los pilotos con documentación legionaria y "nombres de guerra", pero más tarde se constituyó un auténtico cuerpo aéreo expedicionario denominado ya como Aviación Legionaria.
Su primera intervención en combate la realizan cazas CR-32 en las operaciones del frente de Manacor (Mallorca) contra el frustrado desembarco republicano en la isla (agosto-septiembre de 1936). Sería aquí donde establecieran su principal base de operaciones, especialmente en el Aeródromo de Son San Juan con su cuartel General. En realidad, durante toda la contienda Mallorca se convirtió en una auténtica base militar italiana.
Durante la contienda llevarían a cabo numerosos bombardeos estratégicos sobre la retaguardia republicana, como el Bombardeo de Durango y el de Guernica junto a la Legión Cóndor. No obstante, sería en 1938 cuando realizaron el grueso de sus bombardeos, de los cuales especialmente destacados son los Bombardeos de Barcelona en el mes de marzo, o los del mercado central de Alicante y Granollers a finales de mayo, que se cobraron un elevado saldo de víctimas mortales. En total, de enero a junio de 1938, la Aviación Legionaria italiana realizó 782 ataques aéreos en la costa mediterránea española controlada por los republicanos, lanzando 16 558 bombas.

## Equipamiento
En total constan como envíos oficiales un total de 758 aviones en las siguientes cantidades y modelos:
- Caproni AP.1, avión de ataque táctico (10 unidades)
- Fiat CR.20B, biplano entrenador de caza (6 unidades)
- Fiat CR.30B, biplano entrenador de caza (2 unidades)
- Fiat CR.32, biplano monoplaza de caza (376 unidades)
- Fiat G.50, monoplano de caza (12 unidades)
- Savoia-Marchetti SM.81, bombardero (58 unidades)
- Fiat BR.20, bombardero medio (113 unidades)
- Savoia-Marchetti SM.79, bombardero (103 unidades)
- Breda Ba.65, avión de asalto (23 unidades)
- IMAM Ro.37, biplano biplaza de reconocimiento y bombardeo ligero
- CANT Z.501, hidroavión de reconocimiento marítimo y bombardeo
- CANT Z.506, hidroavión trimotor de reconocimiento marítimo y bombardeo
- Aviones de carga, varios tipos, 53 unidades aproximadamente
- Aviones de transporte de tropas, varios tipos, 10 unidades aproximadamente
- Junto a otros 22 tipos de avión, aproximadamente

## Galería

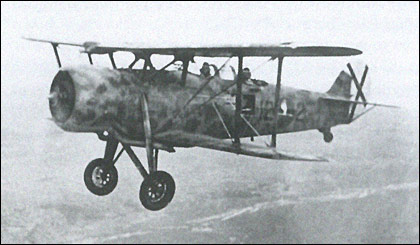
IMAN Ro.37
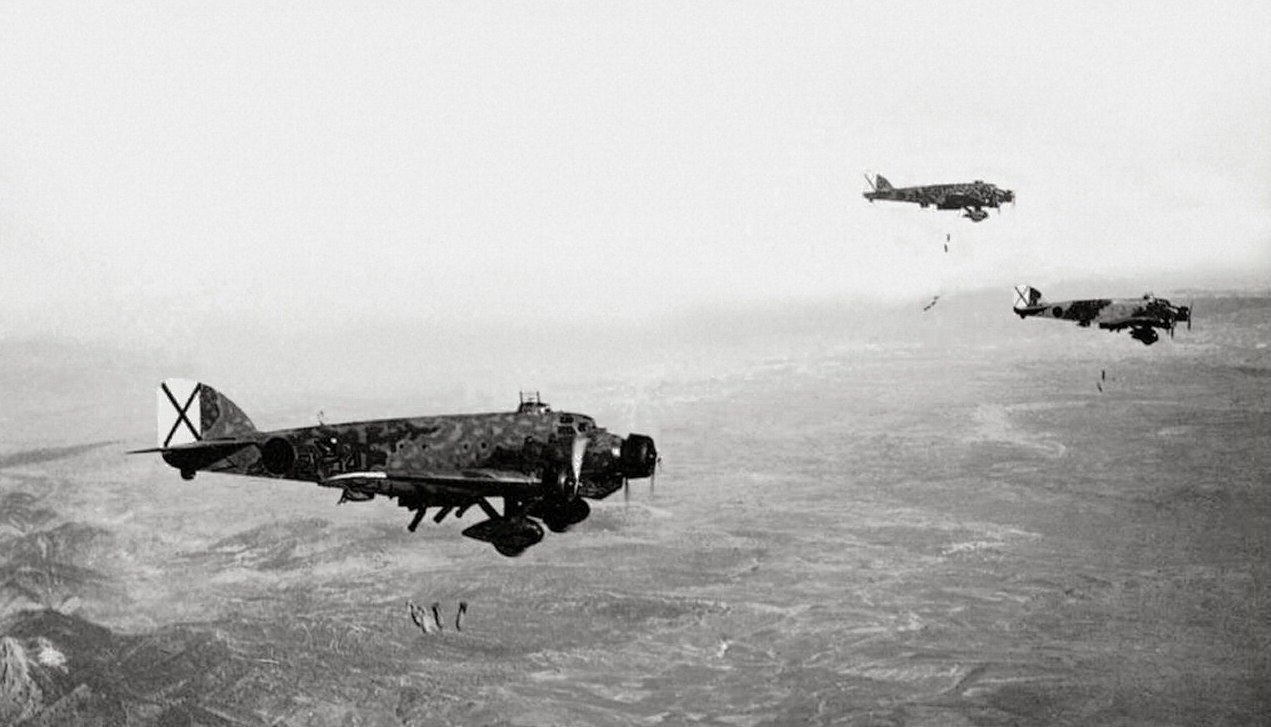
Savoia Marchetti SM.81
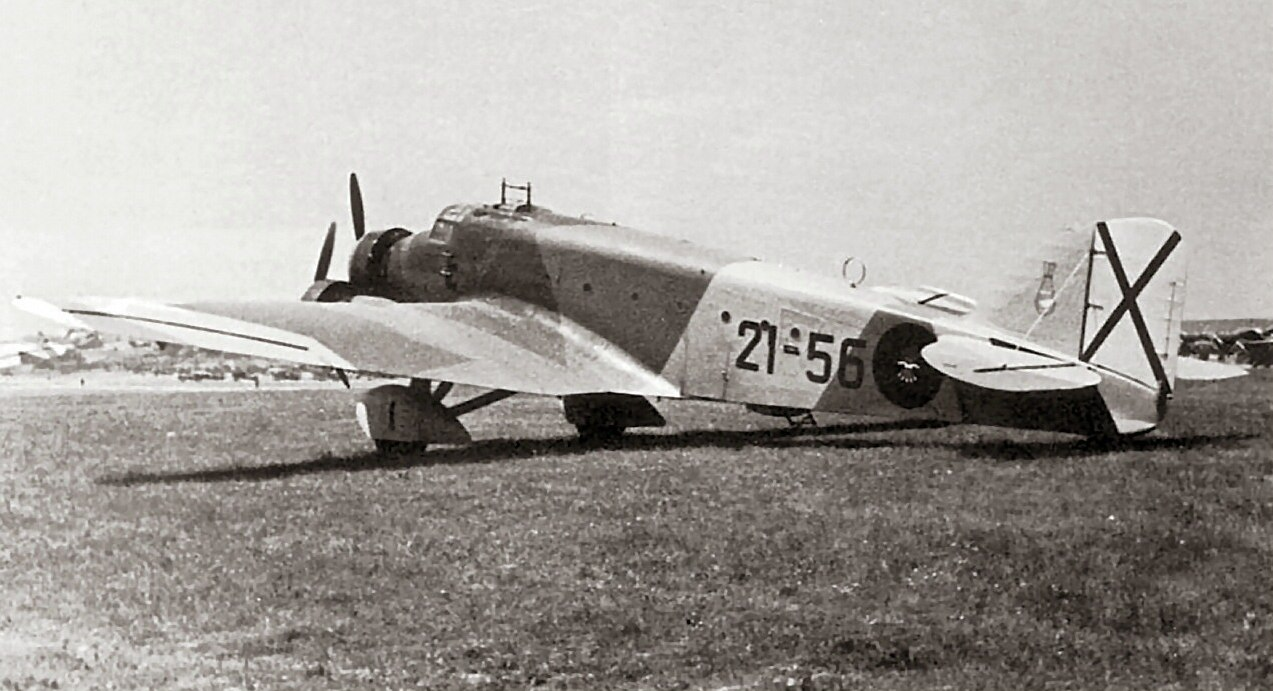
Savoia Marchetti SM.81
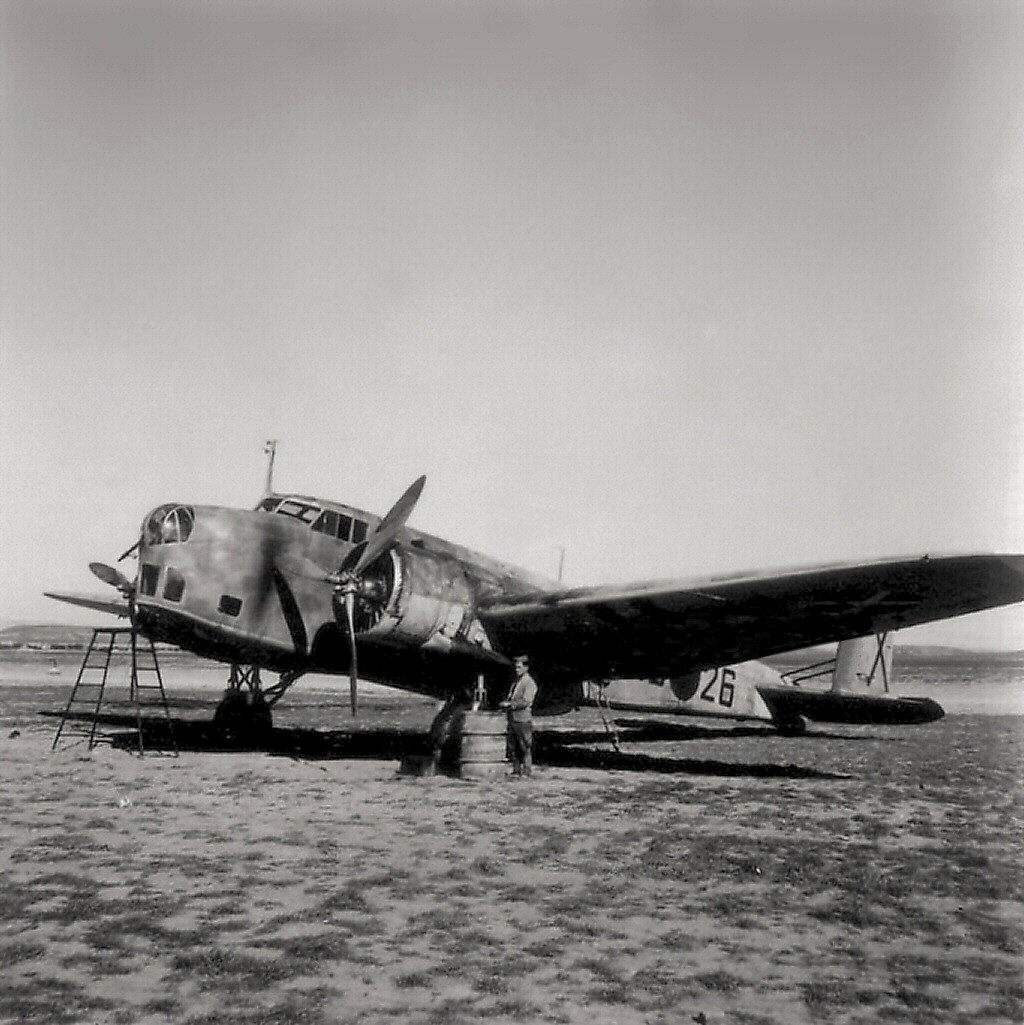
Fiat BR.20
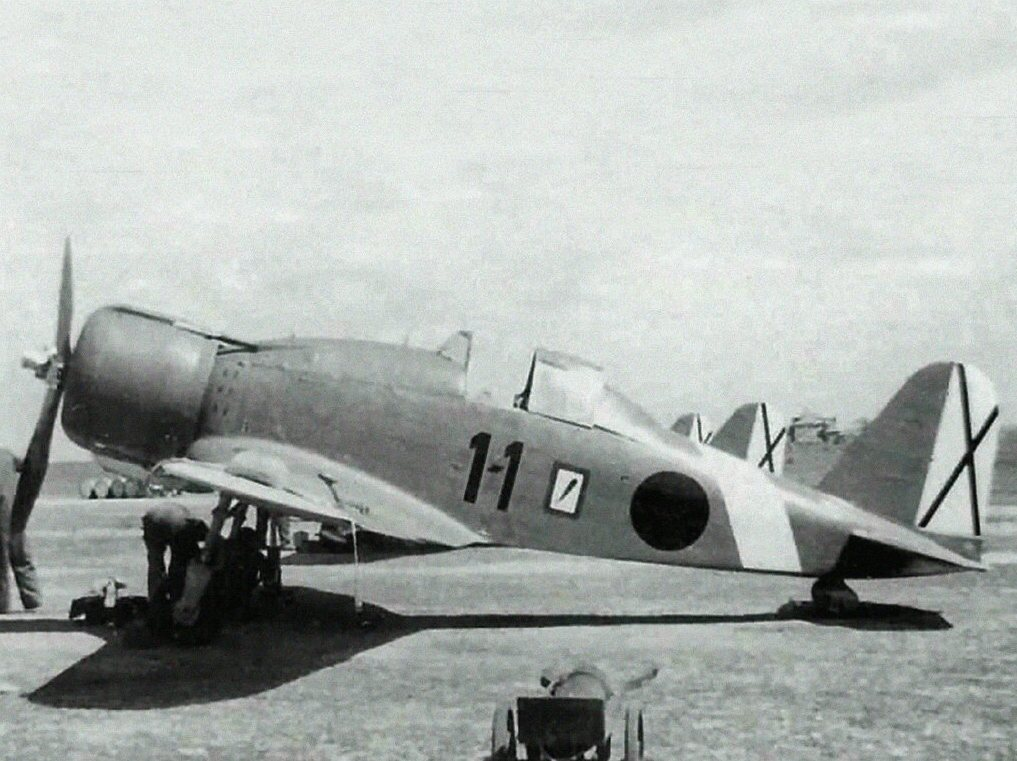
Fiat G.50
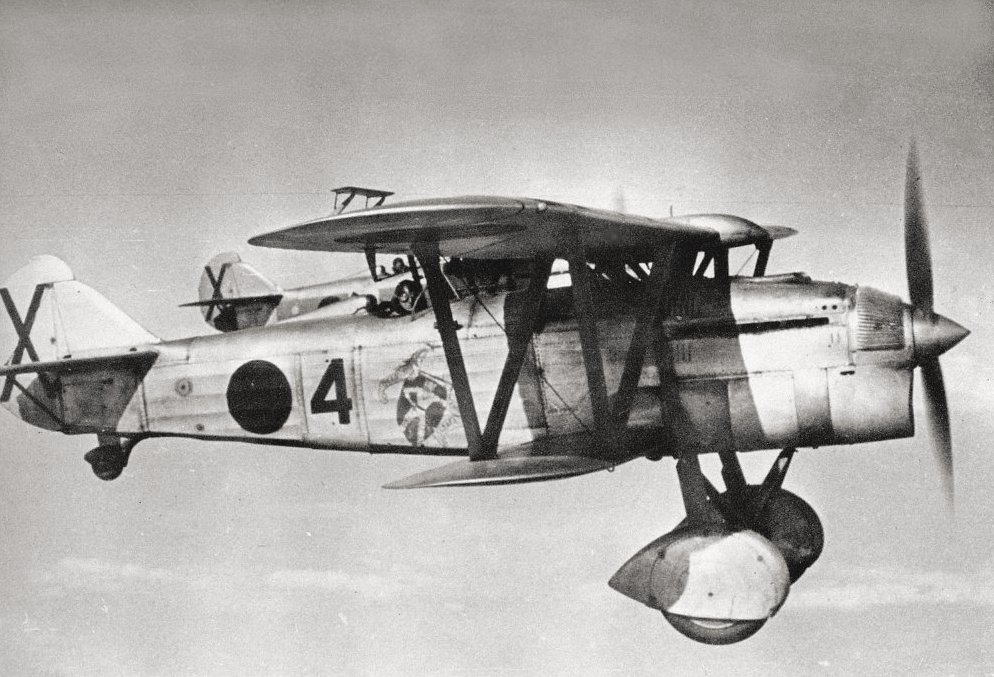
Fiat CR.32